# Американ-Ейрлайнс-центр
 «Американ-Ейрлайнс-центр»  (англ. American Airlines Center) — спортивний комплекс у Даллас, Техас (США), відкритий у 2001 році. Місце проведення міжнародних змагань з кількох видів спорту і домашня арена для команд
Даллас Старс, НХЛ та Даллас Маверікс, НБА.

## Місткість
- Баскетбол 20 000
- Хокей із шайбою 18 532
- Арена Футбол — * Концерт —